# Luminum
Luminum es una película documental argentina dirigida por Maximiliano Schonfeld.
La película tuvo su estreno mundial en la sección oficial (competencia argentina) de la 37.ª edición del Festival Internacional de Cine de Mar del Plata.

## Sinopsis
Silvia y Andrea son ufólogas de renombre y además son madre e hija. Juntos dirigen un grupo que investiga el fenómeno ovni y vigila las luces del río Paraná. Luminum es un documental sobre ciencia y también sobre ficción, sobre personajes espejados que conectan con la materia viva de la humanidad: la amistad.

## Elenco
- Andrea Pérez Simondini
- Silvia Pérez Simondini